# The R.M.
The R.M. es una película de comedia de temática SUD que narra la vida de un misionero al regresar a su hogar. R.M. son las iniciales en inglés de returned missionary, llamados así normalmente a los misioneros que finalizan una misión.

## Descripción general
The R.M. va dirigida especialmente a un público que es miembro de la Iglesia SUD. La película hace continuas referencias a la cultura, costumbres, creencias y modo de vida de personas miembros de la Iglesia (véase el artículo Folclore mormón), por lo que resulta un tanto confusa a aquellas personas que no son miembros.

## Argumento
Jared Phelps regresa a casa tras una misión en Wyoming, pero encuentra un mundo muy diferente al que dejó hace dos años. 
La película empieza con una despedida en el aeropuerto lleno de familiares, amigos y abuelos de Phelps. Se marcha a una misión de dos años en Wyoming Evanston South. Los créditos de apertura se inician mediante fotografías instantáneas. También muestran al Elder Phelps posando como un novato, un líder de distrito, un líder de la zona y, finalmente, a un ayudante del presidente de misión. 
Al regresar, las cosas no van tan bien. Sus padres pensaron que iba a regresar a casa el mes siguiente, así que nadie está ahí para reunirse con él en el aeropuerto. No recibieron las cartas de él ya que su familia se había mudado, por lo que es sorprendido por el saludo del nuevo propietario. Su cama está ocupada por un estudiante extranjero de intercambio de Tonga. La novia de Jared, quien se comprometió a esperarle en su misión, se va a casar con otro en dos semanas. La tienda de joyería donde compró el anillo no le quiere devolver el dinero. Su antiguo empresario y amigo que se comprometió a darle trabajo a su regreso ha vendido el negocio y fundó una empresa de Internet que ayuda a parejas en los preparativos para la boda.  
Las cosas empeoran a partir de ahí. Rápidamente Jared empieza a buscar trabajo. Empieza a tener una relación amorosa con la hija de Ronald H. Powers, una autoridad general de la Iglesia que, a su pesar, no está familiarizado con el (a pesar de haber dado un "gran discurso" en una conferencia general y al que todo el mundo parece hacer referencia). Es detenido por la policía por culpa de un amigo y a raíz de esto es relevado en sus cargos de la Iglesia, asignándole como presidente del Quórum de Élderes. Tiene que considerar seriamente la posibilidad de mentir y evitar que él y su amigo vayan a la cárcel, o decir la verdad y que ambos vayan a prisión.

## Reparto
- Kirby Heyborne como Jared Phelps.
- Britani Bateman como Kelly Powers.
- Will Swenson como Kori Swenson.
- Gary Crowton como Obispo Andrews.
- Wally Joyner como Hermano Jensen.